# 가나모리 도모야
가나모리 도모야(일본어: 金守 智哉, 1982년 4월 2일 ~ )는 일본의 전 축구 선수이다.

## 구단 경력
과거 오이타 트리니타, 오키나와 가리유시 FC, 에히메 FC에서 활동하였다.